# Mapa d'Andrea Bianco
El mapamundi d'Andrea Bianco és un mapa creat per Andrea Bianco, un navegant i cartògraf venecià del segle XV que residia a Quios. Aquest mapa era una gran peça d'un atles nàutic que incloïa deu pàgines fetes de vitela (cadascuna mesurava 26 × 38 cm). Aquestes pàgines de vitela es conservaven anteriorment en una enquadernació del segle XVIII, però l'actual propietari, la biblioteca veneciana Biblioteca Marciana, va separar les pàgines per a l'exposició individual.
Andrea Bianco també va col·laborar amb Fra Mauro al mapamundi de Fra Mauro de 1459.

## Contingut
Per confirmar la seva autoria de l'atles, Bianco va afegir a la primera pàgina una bandera de signatura amb el text "Andreas Biancho de Veneciis me fecit M cccc xxx vj". Aproximadament traduït, diu "Fet per mi Andreas Biancho a Venècia, 1436".
La primera pàgina, o Tavola 1, mostra un diagrama del Raxon o Toleta de Marteloio, una tècnica de navegació que permetia als mariners calcular com tornar al rumb previst després d'haver caanviat de rumb. Les vuit pàgines següents contenen set cartes portolanes locals i una d'Europa. La novena pàgina conté un mapa del món circular que mesura 24 cm de circumferència. La pàgina final il·lustra un mapa del món ptolemaic basat en la primera projecció de Ptolemeu amb una graduació de les latituds. El mapa també conté dues estimacions diferents de la mida de l'esfera mundial.